# 迎春路站 (上海市)
迎春路站位于中华人民共和国上海市浦东新区花木街道民生路与迎春路交叉口，是上海轨道交通18号线一期北段的地下车站。

## 车站结构

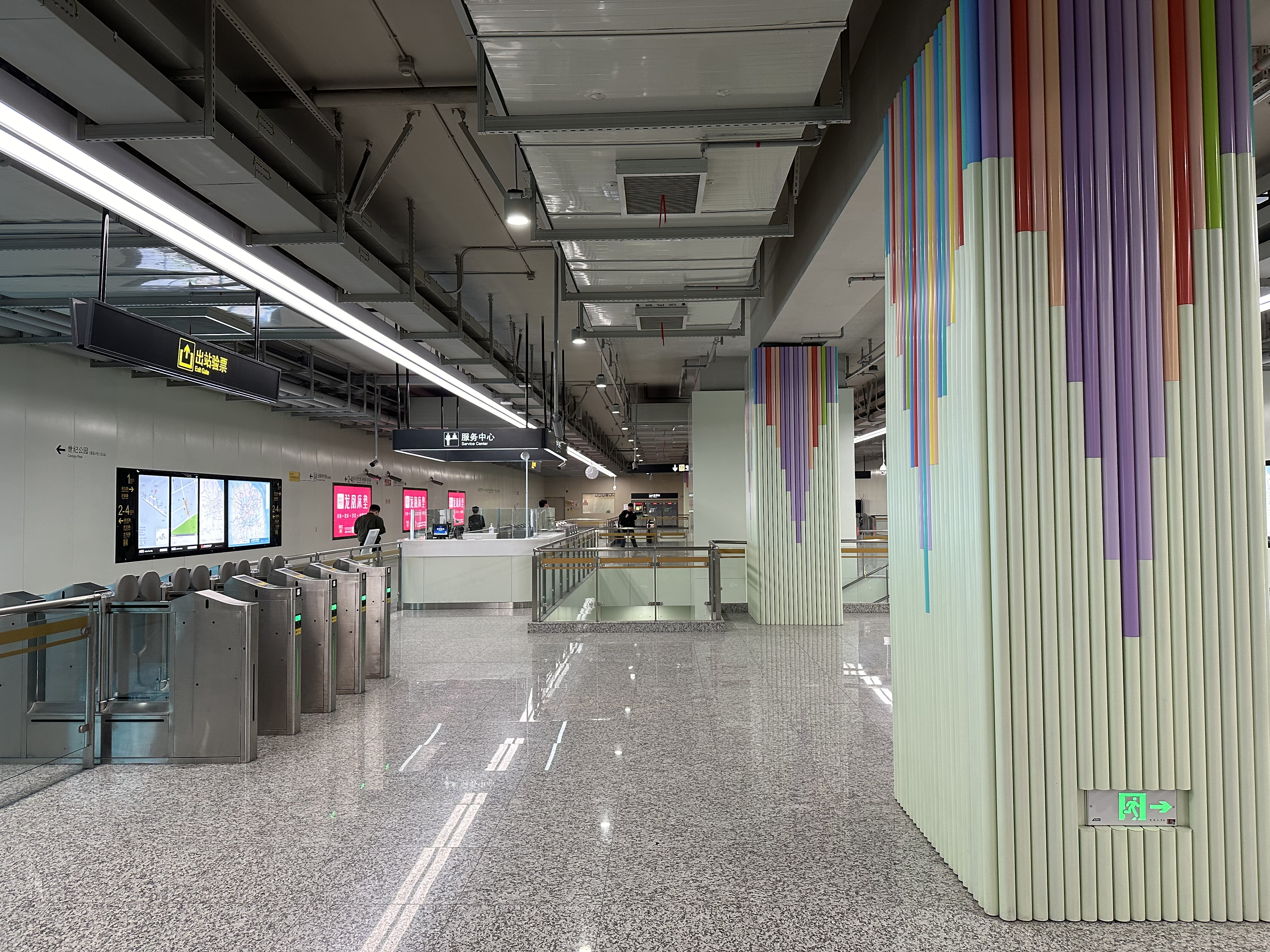
站厅

| 地面层   | 出入口             | 1-3出入口                        |  |  |
| 地下一层 | 站厅               | 票务服务、自动售票机、人工服务台 |  |  |
| 地下二层 | ②站台              | █ 18号线 往长江南路（杨高中路）  |  |  |
|          | 岛式站台，左侧开门 |                                  |  |  |
|          | ①站台              | █ 18号线 往航头（龙阳路）        |  |  |

## 車站出口
迎春路站共有4个出入口，各出入口如下所示：
| 出口编号                              | 出口指示       | 照片 |
| ------------------------------------- | -------------- | ---- |
| 1出口 · 出口                          | 民生路，迎春路 |      |
| 2出口 · 出口 · 上海地铁无障碍电梯标志 | 民生路，锦绣路 |      |
| 3出口 · 出口 · 上海地铁无障碍电梯标志 | 锦绣路         |      |
| 4出口 · 出口                          | 民生路，含笑路 |      |
| 注： 设有                             |                |      |

## 周边
- 世纪公园
- 上海浦东展览馆
- 上海市公安局出入境管理局
- 上海图书馆东馆
- 浦东新区政府

## 相关事件
不同于上海大部分居民对地铁站“求之不得”的心态，迎春路站自规划公示阶段起，周边的御景园小区居民就强烈反对车站建设，2015年9月11日，随着紧邻小区的配套工程开工，居民与施工方发生严重冲突。上海市方面调整设计方案，将配套工程调整至小区对面，问题得到解决。事后调研表明周边居民主要担心施工过程中产生噪音和垃圾影响小区形象。